# Triết học Việt Nam
Triết học Việt Nam là những tư tưởng triết học của người Việt. Trong suốt lịch sử Việt Nam nếu theo tiêu chí của một nền triết học là phải có triết gia, triết thuyết và trường phái thì Việt Nam không có một nền triết học bản địa nào. Suốt mấy thập kỷ qua, quan niệm này chiếm ưu thế trong đánh giá hoạt động văn hóa tinh thần của đất nước. Tuy nhiên, một số học giả, một số nhà nghiên cứu vẫn nhìn nhận rằng dân tộc Việt Nam có một nền văn hiến riêng, trong nó chứa đựng một sắc thái tư tưởng không giống với các nền văn minh lân cận. Những nghiên cứu tư tưởng dân tộc làm cho việc khẳng định có một thứ tư tưởng triết học Việt Nam dần dần trở nên tự tin hơn. Đến nay, có xu hướng còn cho rằng Việt Nam không chỉ có những tư tưởng triết học mà còn có cả những học thuyết triết học theo đúng nghĩa của nó.
Việt Nam có sự giao lưu, tiếp biến với nhiều nền văn minh trên thế giới: tiếp biến với nền văn hóa Trung Hoa bằng việc tiếp thu Nho giáo, Lão giáo và các tư tưởng triết học khác; tiếp biến với văn minh Ấn Độ một phần do đạo Phật từ Ấn Độ du nhập sang; sau này tiếp nhận Công giáo và các trường phái triết học phương Tây khác. Những tư tưởng triết học này đã được Việt Nam tiếp nhận một cách có chọn lọc, sau đó bản địa hóa. Chính vì vậy những tư tưởng triết học Việt Nam bao gồm triết học bản địa được thể hiện qua văn học dân gian và các tác phẩm chữ Hán, chữ Nôm, chữ Quốc ngữ chịu ảnh hưởng sâu sắc từ tư tưởng triết học Trung Hoa, Ấn Độ và phương Tây được du nhập vào Việt Nam. Nhiều yếu tố triết học đã xuất hiện trong thời Cổ đại và Trung đại tại Việt Nam. Léopold-Michel Cadière quan tâm đến triết học bình dân Việt Nam (philosophie pupulaire Annamite), nhiều nhà văn hoá học Việt Nam đã quan tâm đến: tín ngưỡng dân gian bản địa, tín ngưỡng phồn thực và nguồn gốc của Kinh Dịch nguyên thuỷ.
Các nhà nghiên cứu tập trung nghiên cứu các vấn đề sau trong triết học Việt Nam:
1. Những vấn đề triết học tự nhiên và nhận thức luận: bao gồm mối quan hệ giữa tư duy và tồn tại, giữa con người và tự nhiên, tinh thần và vật chất (phương Tây gọi là vấn đề cơ bản của triết học). Chẳng hạn, những vấn đề như quan hệ giữa Trời và người, hình và thần, giữa tâm và vật, hữu và vô, lý và khí...
2. Phương pháp tư duy: như quan hệ giữa tĩnh và động, thường và vô thường, thuận lẽ trời với lòng người...
3. Những vấn đề triết học chính trị: như đường lối trị nước của các triều đại, mối quan hệ giữa trị và loạn, mối quan hệ giữa vua và quan (quân thần), mối quan hệ giữa vua với dân, vấn đề sử dụng nhân tài...
4. Những vấn đề triết học nhân sinh: như bản chất con người, sự thành bại trong việc đào tạo, giáo dục con người, đạo làm người, các chuẩn mực đạo đức,...

## Đặc điểm của triết học Việt Nam
Nhiều người cho rằng dân tộc Việt Nam có tính thực dụng cao, chỉ biết tiếp thu, chế biến các hệ thống tư tưởng, tôn giáo cho phù hợp với mình chứ "Không có sáng tạo, chỉ có vay mượn; chỉ có áp dụng, chỉ có thích nghi. Đó là sự thật của lịch sử tư tưởng chính thống Đại Việt". Tư tưởng triết học Việt Nam là bản sao chép rời rạc mang tính giáo điều thiếu sáng tạo, là sự thu nhỏ của triết học Ấn Độ và Trung Quốc. Ngay cả tín ngưỡng, tâm linh của người Việt cũng không sâu, thiên về sùng bái, thờ cúng, cầu xin cho bản thân hơn là thiên về giáo lý. Điều này do người Việt học hỏi nhanh nhưng hiểu biết không sâu sắc, thiếu hệ thống, không mấy ai có trí tuệ lỗi lạc phi thường, hiếm có những người xem học thuật là sự nghiệp cả đời. Người Việt có nhiều khả năng nghệ thuật hơn khoa học; nhiều trực giác hơn lý luận; tư duy thiếu chiều sâu, thiếu hệ thống; óc sáng tạo ít, nhưng bắt chước, thích ứng, dung hòa thì tài... Tư duy người Việt không có ưu thế về phân tích, tổng hợp, thực nghiệm khoa học, quy nạp, suy luận logic, trừu tượng hóa mà thiên về kinh nghiệm cá nhân, trực giác, cảm tính.
Người Việt không tự nghĩ ra được triết thuyết nào mà chỉ tiếp thu các học thuyết triết học từ bên ngoài nhưng lại không có hiểu biết sâu sắc, nói một đằng làm một nẻo và dễ dàng vứt bỏ chúng khi thời cuộc thay đổi. Các tư tưởng triết học được du nhập vào Việt Nam đều bị giản lược hóa và biến thành giáo điều. Vũ Trọng Phụng nhận xét về sự du nhập tư tưởng của người Việt "Tôi tin rằng đất Đại Cồ Việt ta là cái đất cằn cỗi, những lý thuyết và tư tưởng đâu đâu, tốt đẹp thế nào mặc lòng cũng cứ đến đây là thành thối nát. Tôi không tin dân An Nam ta lại có nổi một điều tín ngưỡng nào, một quan điểm chắc chắn gì". Các văn bản còn lưu giữ được đến ngày nay cho thấy người Việt đã không có nỗ lực nào để hiểu sâu sắc bản chất của những gì họ thấy hay đặt vấn đề những gì họ thấy có phản ánh đúng bản chất của đối tượng hay không. Tư duy của người Việt hoàn toàn xa lạ với siêu hình học. Đào Duy Anh nhận xét về người Việt "Về tính chất tinh thần, thì người Việt Nam đại khái thông minh, nhưng xưa nay thấy ít người có trí tuệ lỗi lạc phi thường. Sức ký ức thì phát đạt lắm, mà giàu trí nghệ thuật hơn trí khoa học, giàu trực giác hơn luận lý. Phần nhiều người có tính ham học, song thích văn chương phù hoa hơn là thực học, thích thành sáo và hình thức hơn là tư tưởng hoạt động. Não tưởng tượng thường bị não thực tiễn hoãn bớt, cho nên dân tộc Việt Nam ít người mộng tưởng mà phán đoán thường có vẻ thiết thực". Điều này có thể do Việt Nam chưa bao giờ là xứ sở giàu có nên người ta xem trọng những nhu cầu vật chất hơn tinh thần. Thạch Lam nhận xét "Chúng ta có cái đời sống bên trong rất nghèo nàn và rất bạc nhược... Chúng ta đổi lòng tín ngưỡng sâu xa ra một tín ngưỡng thiển cận và nông nổi, giữ cái vươn cao về đạo giáo của tâm hồn xuống mực thước sự săn sóc nhỏ bé về ấm no".
Ở Việt Nam chỉ có lịch sử tư tưởng nói chung chứ không có lịch sử tư tưởng triết học. Nếu có tư tưởng triết học thì chỉ là những dạng triết lý chứ không gọi là tư tưởng triết học. Xu hướng này tuyệt đối hóa tính hệ thống của triết học. Trên thực tế, nhiều nhà tư tưởng của thế giới cổ đại cũng chỉ đưa ra các câu châm ngôn, các triết lý nhân sinh, khái quát vài nét, một số hiện tượng nào đó của tự nhiên chứ không phải ai cũng xây dựng các hệ thống tư tưởng, quan điểm hoàn chỉnh như các nhà triết học nổi danh hàng đầu, tiêu biểu như Platon, Aristoteles trở đi. Qua giao lưu, tiếp biến, tích hợp từ nhiều nguồn khác nhau trên nền văn hoá lúa nước trong điều kiện lịch sử có nhiều cuộc chiến tranh, con người Việt Nam Cổ trung đại chưa có điều kiện để hoàn chỉnh và nâng cao hệ thống triết lý bản địa. Hơn nữa, tư duy người Việt thiên về trực quan nên cũng không thuận tiện cho triết học phát triển nên triết học Cổ đại và Trung đại Việt Nam vẫn chưa phải là một hệ thống hoàn chỉnh, có đường nét rõ ràng và chưa thể sánh ngang tầm với triết học Ấn – Hoa. Về cơ bản, các phạm trù triết học Việt Nam Cổ trung đại vẫn trong môi trường Triết học phương Đông, thuộc loại hình Triết học vĩnh cửu (Philosophia perennis).
Theo Léopold-Michel Cadière:
| “ | Không có triết học Việt Nam. Cùng với toàn bộ văn hóa Trung quốc, dân Việt đã thâu nhận lấy những nguyên lý triết học lâu đời được người Tàu chấp nhận. Người Việt đã không in được vào những nguyên lý ấy một sắc thái riêng nào cả, họ không thay đổi gì, và có thể nói là họ cũng chẳng đả động gì đến cả. Các học thuyết trong kinh điển truyền sang thế nào, thì nho sĩ Việt Nam chấp nhận như thế; riêng lối giải thích của Chu Hi, thì họ tiếp nhận mà không tranh luận gì cả, thường thì họ không hiểu cho đúng, và cũng chẳng đào sâu thêm nữa. Trừ mấy tác phẩm về luân lý ra, thì không có tác phẩm triết học nào gốc từ Việt Nam mà ra. Vì thế, khi nói là không có triết học Việt Nam, thì tôi có ý nói là không có một hệ thống triết học, không có những học thuyết có thể xếp thành một bộ môn, không có một triết học có lý sự, tóm tắt được những nỗ lực tìm tòi, suy tư, ngưỡng vọng, của tâm hồn người Việt. – Tuy nhiên, nếu không có triết học riêng của lớp học giả, thì cũng vẫn có một thứ triết học của lớp bình dân, vì ở trình độ văn minh nào con người ta cũng có những ý kiến về vũ trụ vạn vật, về con người, về khả năng và hành động của mình. Những ý kiến đó tuy người ta có suy tư thêm ít nhiều, có làm cho minh bạch đôi chút và ý thức được qua loa, nhưng nó có thực đó, và vẫn biểu lộ ra trong ngôn ngữ. | ” |

### Chịu ảnh hưởng từ bên ngoài
Trong quá trình giao lưu với văn hoá Trung Quốc, Ấn Độ, phương Tây, tư duy triết học Việt Nam có nền tảng tư duy bản địa mạnh vẫn giữ vai trò chủ thể để tiếp biến văn hoá ngoại lai.
Chẳng hạn, tính vô vi xuất thế trong Phật giáo Ấn Độ, còn Phật giáo Việt Nam lại hữu vi nhập thế. Nghĩa là nhà chùa có ruộng có vườn, nhập thế cùng thế gian làm việc. Phật giáo trước khi vào Việt Nam thì vô ngã, nghĩa là không có cá nhân, không có cái tôi. Nhưng khi vào Việt Nam nó biến hiện thành sức mạnh cá nhân và phải được nhập vào sức mạnh cộng đồng.
Đạo giáo từ Trung Quốc sang. Khi còn ở Trung Quốc thì nó gắn với tầng lớp quan lại trí thức thất thế, từ bỏ chốn quan trường, xa lánh chính trị, trở về sống gần gũi với thiên nhiên, về "cõi bồng lai thiên cảnh". Nhưng khi vào đến Việt Nam thì con người lại gắn với trời đất, thần thánh đạo giáo để giáo dục đạo đức xã hội, ổn định gia đình, gắn gia đình với cộng đồng.
Tư tưởng chủ đạo của Nho giáo là thiết lập về đức trị, nhân trị, lễ trị. Do đó có sự phân chia giai cấp, thế hệ, giới tính. Nhưng khi vào Việt Nam những chuẩn mực đó đã hòa vào thiết chế cộng đồng làng xã. Người Việt ứng xử theo kiểu: "phép vua thua lệ làng", tính đẳng cấp có, nhưng không khắt khe. Văn hoá Nho giáo là một loại văn hoá mạnh, đồ sộ và choáng ngợp, do đó nhiều thời kỳ nó áp đặt văn hoá cho các dân tộc khác. Tuy nhiên Nho giáo sang Việt Nam lại biến đổi. Do tính bản địa mạnh nên tư duy người Việt không bị đồng hoá.

### Đi từ nhân sinh quan đến thế giới quan
Tư tưởng triết học Việt Nam có khuynh hướng trội là đi từ nhân sinh quan đến thế giới quan (trong khi đó, triết học phương Tây đi từ thế giới quan đến nhân sinh quan). Triết học Việt Nam coi trọng những vấn đề về xã hội và nhân sinh, coi nhẹ những vấn đề về tự nhiên, tức là chú trọng xây dựng các vấn đề lý lẽ trong chính trị xã hội và luân lý, giáo dục đạo làm người.
Vì đi từ nhân sinh quan đến thế giới quan nên tư tưởng triết học Việt Nam phát triển từ những ý niệm thô sơ, chất phác về nhân sinh lên trình độ lý luận về nhân sinh và vũ trụ, nên có vẻ thiếu tính hệ thống chặt chẽ, thường là cải biến nội dung các khái niệm trong các học thuyết du nhập từ bên ngoài. 
Hệ thống khái niệm, phạm trù triết học trong tư tưởng triết học Việt Nam cùng loại với triết học Trung Quốc, Ấn Độ (Triết học Phương Đông), tuy nhiên vẫn có sự dị biệt. 
Vì đi từ nhân sinh quan đến thế giới quan nên vấn đề cơ bản của triết học rất mờ nhạt: quan hệ giữa vật chất và ý thức, tư duy và tồn tại, tinh thần và giới tự nhiên không trải ra trên mọi vấn đề. Tư tưởng triết học Việt Nam không phân chia thành trường phái, hoặc không thể phân chia theo các vấn đề: bản thể luận, nhận thức luận, nhân loại luận.
Hình thái đấu tranh giữa duy vật và duy tâm không phân tuyến, không trực diện, không rõ ràng mà thường thể hiện qua hình thái đấu tranh giữa khách quan và chủ quan, giữa vô thần và hữu thần, dân chủ và chuyên chế, độc lập và lệ thuộc, trong đó lực lượng tiến bộ thường đại diện cho các khuynh hướng khách quan, vô thần, dân chủ, độc lập. Còn lực lượng bảo thủ thì đại diện cho các khuynh hướng chủ quan, hữu thần, chuyên chế, lệ thuộc.

### Hướng nội, duy tâm
Tư tưởng triết học Việt Nam trên bình diện bác học hơi nghiêng về hướng nội, duy tâm, lấy trạng thái tinh thần để giải thích hiện tượng bên ngoài. Còn trên bình diện dân gian lại mang màu sắc duy vật chất phác.
Các nhà tư tưởng Việt Nam thường xuất phát từ những định đề có sẵn hơn là từ sự phát triển khách quan để khái quát thành lý luận. Mặc dù đã có nhiều lần tổng kết lịch sử, nhưng vẫn chủ yếu xuất phát từ những định đề có sẵn do đó thường phạm vào những sai lầm như dập khuôn, giáo điều, chủ quan, kinh nghiệm, cảm tính.
Suy nghĩ của người Việt thường gắn liền với một tín ngưỡng, một tôn giáo đa thần với các thần sông, thần núi v.v... từ đó đi tới thần thành hoá các nhân vật lịch sử, những người có công với làng, với nước.
Phương pháp biện chứng trong tư duy triết học Việt Nam hơi nghiêng về thống nhất (còn phương Tây hơi nghiêng về đấu tranh), quan niệm vận động, phát triển của tư duy triết học Việt Nam là hình dung theo vòng tròn (còn trong triết học phương Tây thì vận động, phát triển theo đường xoáy trôn ốc).

## Các phạm trù trong triết học Việt Nam
Gần đây, khoa học xã hội đã có những thành tựu được công bố liên quan đến hệ thống phạm trù triết học Trung đại Việt Nam như "Các phạm trù văn hóa Trung cổ", "Hệ thống quan niệm văn học Trung Quốc", "Góp phần xác lập hệ thống quan niệm văn học Trung đại Việt Nam". Trước hết, phương thức tiếp cận vấn đề phạm trù triết học Việt Nam Cổ trung đại không tách rời khỏi hoàn cảnh lịch sử, văn hóa, xã hội Việt Nam. Thao tác tiếp cận cần lưu ý giới hạn, chọn lọc, khu biệt những nguyên tắc vận dụng, chỉ tập trung vào những nguyên tắc có ý nghĩa, nằm ở tính hợp lý. Con người không thể tách khỏi môi trường tự nhiên, xã hội và thế giới nội tâm. Những nguồn thông tin được thu thập xuất phát từ khoa học khảo cổ, văn hóa học, lịch sử, xã hội học, từ các văn bia, lễ hội, những biểu tượng, những tác phẩm văn học dân gian, văn học viết (trong dạng thức văn - sử - triết bất phân), những khuôn mẫu được thừa nhận, những tác phẩm "văn học hóa" triết học... Trong văn học, cần lưu ý các tác phẩm: tục ngữ, ca dao (chứa những tư tưởng triết học rời rạc được phát biểu gần như vô thức), truyện thơ Nôm, các tác phẩm của Khương Tăng Hội, Mâu Tử, văn học đời Lý – Trần, "Thiền uyển tập anh". Các tác phẩm của Nguyễn Trãi, Nguyễn Bỉnh Khiêm, Lê Quý Đôn, Nguyễn Du...
Đối chiếu, chú giải các tài liệu thu được, chồng các văn bản văn - sử - triết phức hợp ấy với nhau có thể tìm ra được những ký hiệu triết học Việt Nam. Sau đó bằng các thao tác trừu tượng hóa, khái quát hóa ta có được những quan niệm phạm trù quy luật cơ bản. Những phạm trù này liên hệ với nhau theo một sơ đồ lập thể (cubism) hoặc hình mạng (network), một phạm trù có thể liên hệ với tất cả các phạm trù khác nhưng đồng thời một phạm trù cũng tương tác – tương nhập với các phạm trù khác tạo thành những hệ thống nhỏ. Từ các hệ thống nhỏ này lại liên hệ nhau tạo thành hệ thống mang tính chỉnh thể. Đạo lý tự nhiên bao giờ cũng bao trùm các phạm trù khác, thẩm thấu các phạm trù khác như Ngô Thời Nhậm đã viết "Đạo có cơ sở là cái lý tự nhiên, mà gốc là tình người".
- Vũ trụ: là sự hiện hữu, là bức tranh đa dạng về thế giới (gồm thiên nhiên, nội tâm, ý thức, tư duy). Các phạm trù có liên quan như bản thể, bản thể luận, đại ngã, trời đất, chân - thiện - mỹ.
- Đạo: tri thức xuất phát từ chiêm nghiệm, quan sát cuộc sống, từ trực giác đến logic hoá thành khái niệm qua trừu tượng những sự vật hiện tượng. Các phạm trù có liên quan: đạo lý, đạo đức, đạo làm người.
- Mâu thuẫn: gồm các cặp phạm trù: âm – dương; hữu – vô; thiện – ác; lợi - hại; tiến – thoái… trong thế đối lập, nhưng dựa vào nhau tồn tại, chuyển hoá nhau…
- Vận động: là dạng thức sống động của trời đất, vũ trụ. Nó liên hệ với những phạm trù: dịch, sinh, chu kỳ vũ trụ. khứ (đi) – lai (về); cân bằng, quân bình, nhân quả, bản thể, thịnh – suy...
- Không gian: là môi trường cho con người và các sự vật hiện tượng tồn tại. Không gian là vô biên, trước hết nó chứa nền văn minh của khách thể.
- Thời gian: là qui ước, con người Cổ trung đại xem thời gian là vĩnh cửu.
- Con người: với tư cách là một hữu thể, con người là bộ phận hữu cơ của thế giới. Có sự vận động từ con người đạo lý, con người vũ trụ đến con người cá nhân. Con người được trân trọng, mẫu mực là con người cảm thông với tạo vật – công bằng - khoan dung. Nó liên quan đến: bản ngã, vô ngã. Bằng lối tư duy nhân văn, con người được đề cao không chỉ ở cấp độ nhân bản mà hơn thế nữa con người giao hoà với thế giới thông qua các giác quan và những hành động.
- Trí tuệ: giúp con người nhận thức, tích luỹ tri thức, sáng tạo ra văn hoá. Nó liên quan đến các phạm trù: ý thức, nhận thức, vô thức, nhận thức sai lầm, cố chấp. Tướng - Thể - Dụng.
- Yêu thương: thuộc về nhân sinh quan. Yêu thương và thù hằn là hai dạng năng lượng khác nhau. Nó liên quan đến các phạm trù: nhân – nghĩa; trung - hiếu; nghĩa - lợi, khoan dung; hoà; hoà; tích hợp...
- Hạnh phúc: là khát vọng vĩnh cửu của con người, tuỳ thuộc vào thái độ của người cảm nhận. Nếu triết học Ấn Độ (Védànta) không lạc quan cũng không bi quan thì tư tưởng Việt Nam thiên về lạc quan (Phan Ngọc, Lê Ngọc Cầu). Nó liên quan đến các phạm trù: niết bàn, an lạc, thiên đường, bồng lai, đào nguyên...

Có nhiều phạm trù vay mượn vỏ ngôn ngữ Ấn Độ và Trung Hoa nhưng đã được chọn lọc và đi vào văn hoá dân gian, văn hoá dân tộc, nó có hiện tượng khác đi bởi môi trường văn hoá Việt Nam, hoặc có khi được sử dụng với thang giá trị mới của người Việt. Nên từ đó, nhiều phạm trù đã đi xa hơn, tạo một khoảng cách đáng kể với kinh điển chính thống để nhập cuộc vào cuộc sống thiết thực rất đời thường. Người Việt "chỉ tiếp thu những gì phù hợp với đạo lý có sẵn ở Việt Nam" và "những học thuyết, tôn giáo từ nước ngoài... được khai thác, vận dụng kết hợp với lương tri nhân dân để trở thành triết lý đạo đức dân gian". Từ những phạm trù triết học được xác lập, ta có thể góp phần tạo những cơ sở cần thiết cho khoa học lịch sử tư tưởng Việt Nam. Trong thế vận động, ta có điều kiện để tìm thấy những tiền đề cần thiết trong sự giao lưu với tư tưởng triết học phương Tây. Việc nghiên cứu triết học Việt Nam góp phần giải thích lịch sử bằng triết học xã hội, triết học chính trị.

## Các nhà tư tưởng tiêu biểu

### Nguyễn Trãi
Nguyễn Trãi được coi là một nhà tư tưởng lớn của Việt Nam. Tư tưởng của ông là sản phẩm của nền văn hóa Việt Nam thời đại nhà Hậu Lê khi mà xã hội Việt Nam đang trên đà phát triển, đánh dấu một giai đoạn phát triển quan trọng trong lịch sử tư tưởng Việt Nam. Tư tưởng nhân nghĩa là nội dung cốt lõi trong toàn bộ hệ thống tư tưởng triết học – chính trị của ông.